# Orthostigma canariense
Orthostigma canariense är en stekelart som beskrevs av Fischer 1980. Orthostigma canariense ingår i släktet Orthostigma och familjen bracksteklar. Inga underarter finns listade i Catalogue of Life.